# Fran Smetanka
Fran Smetanka  (1888. – 1958.) je bio češko-hrvatski liječnik. 
Na novoosnovanom Medicinskom fakultetu u Zagrebu siječnja 1919. izabran je za prvog profesora fiziologije. Osnovao je Zavod za fiziologiju čiji je bio pročelnik do 1941. godine. Bio je drugi češki profesor na Medicinskom fakultetu uz Emila Prašeka. Bio je dekan zagrebačkog Medicinskog fakulteta u više navrata (1920. – 1921.,  1925. – 1926., 1938. – 1939.).